# Senaat (Hamburg)

Vlag van de Senaat

De Senaat van de Vrije Hanzestad Hamburg (Duits: Senat der Freien und Hansestadt Hamburg) is de landsregering van Hamburg. 
De Senaat (Senat) is een soort ministerraad. Iedere senator heeft een ministerie (Senatsbehörde) onder zich. De voorzitter van de Senaat (regeringsleider) (Präsident des Senats) is ook de eerste burgemeester (Erste Bürgermeister). De eerste burgemeester wordt gekozen door de Hamburgische Bürgerschaft (deelstaatparlement). 
De kanselarij van de Senaat (Senatskanzlei) coördineert de werkzaamheden van de Senaat en assisteert de eerste burgemeester bij het uitvoeren van diens taken. Een ander orgaan dat de Senaat bijstaat is het Personalamt.

## Geschiedenis
Tot 1860 werd de landsregering de Raad (Rath) genoemd en heetten haar leden raadsheren en burgemeester (Ratsherrn und Bürgermeister). Sinds de grondwet van 1861 wordt de landsregering van Hamburg aangeduid met Senaat.

## Huidige samenstelling
De huidige regering van Hamburg (sinds 28 maart 2018) is de Senaat-Tschentscher, bestaande uit de partijen SPD en Bündnis 90/Die Grünen. Deze regering is in feite een doorstart van de voorgaande Senaat-Scholz II, die tussen 2015 en 2018 aan de macht was en onder leiding stond van SPD-burgemeester Olaf Scholz. Toen Scholz in maart 2018 voortijdig opstapte om in de federale politiek aan de slag te gaan, volgde minister van financiën Peter Tschentscher hem op. De meeste bewindspersonen die actief waren onder Scholz bleven aan.
| Senaat-Tschentscher sinds 28 maart 2018       | Senaat-Tschentscher sinds 28 maart 2018                                        | Senaat-Tschentscher sinds 28 maart 2018 |
| Ambt                                          | Persoon                                                                        | Partij                                  |
| --------------------------------------------- | ------------------------------------------------------------------------------ | --------------------------------------- |
| Eerste Burgemeester / President van de Senaat | Peter Tschentscher                                                             | SPD                                     |
| Tweede Burgemeester                           | Katharina Fegebank                                                             | B'90/Die Grünen                         |
| Arbeid, Sociale Zaken, Familie en Integratie  | Melanie Leonhard                                                               | SPD                                     |
| Onderwijs                                     | Ties Rabe                                                                      | SPD                                     |
| Binnenlandse Zaken en Sport                   | Andy Grote                                                                     | SPD                                     |
| Stadsontwikkeling en Wonen                    | Dorothee Stapelfeldt                                                           | SPD                                     |
| Economische Zaken, Verkeer en Innovatie       | Frank Horch (tot 1 november 2018) Michael Westhagemann (vanaf 1 november 2018) | partijloos                              |
| Wetenschappen, Onderzoek en Gelijkheid        | Katharina Fegebank                                                             | B'90/Die Grünen                         |
| Financiën                                     | Andreas Dressel                                                                | SPD                                     |
| Justitie                                      | Till Steffen                                                                   | B'90/Die Grünen                         |
| Milieu en Energie                             | Jens Kerstan                                                                   | B'90/Die Grünen                         |
| Cultuur, Sport en Media                       | Carsten Brosda                                                                 | SPD                                     |
| Volksgezondheid en Consumentenbescherming     | Cornelia Prüfer-Storcks                                                        | SPD                                     |

## Voormalige samenstellingen (sinds 2004)

### 2004–2008: Senaat-Von Beust II
| Senaat-Von Beust II 17 maart 2004 - 7 mei 2008                    | Senaat-Von Beust II 17 maart 2004 - 7 mei 2008                                 | Senaat-Von Beust II 17 maart 2004 - 7 mei 2008 |
| Ambt                                                              | Persoon                                                                        | Partij                                         |
| ----------------------------------------------------------------- | ------------------------------------------------------------------------------ | ---------------------------------------------- |
| Eerste Burgemeester / President van de Senaat                     | Ole von Beust                                                                  | CDU                                            |
| Tweede Burgemeester                                               | Birgit Schnieber-Jastram                                                       | CDU                                            |
| Sociale Zaken, Familie, Volksgezondheid en Consumentenbescherming | Birgit Schnieber-Jastram                                                       | CDU                                            |
| Onderwijs en Sport                                                | Alexandra Dinges-Dierig                                                        | CDU                                            |
| Binnenlandse Zaken                                                | Udo Nagel                                                                      | partijloos                                     |
| Stadsontwikkeling en Milieu                                       | Michael Freytag (tot 16 januari 2007) Axel Gedaschko (vanaf 17 januari 2007)   | CDU                                            |
| Economische Zaken en Arbeid                                       | Gunnar Uldall                                                                  | CDU                                            |
| Wetenschappen en Onderzoek                                        | Jörg Dräger                                                                    | partijloos                                     |
| Financiën                                                         | Wolfgang Peiner (tot 31 december 2006) Michael Freytag (vanaf 1 januari 2007)  | CDU                                            |
| Justitie                                                          | Robert Kusch (tot 28 maart 2006) Carsten-Ludwig Lüdemann (vanaf 29 maart 2006) | CDU                                            |
| Cultuur                                                           | Karin von Welck                                                                | partijloos                                     |

### 2008–2010: Senaat-Von Beust III
| Senaat-Von Beust III 7 mei 2008 - 25 augustus 2010                | Senaat-Von Beust III 7 mei 2008 - 25 augustus 2010                       | Senaat-Von Beust III 7 mei 2008 - 25 augustus 2010 |
| Ambt                                                              | Persoon                                                                  | Partij                                             |
| ----------------------------------------------------------------- | ------------------------------------------------------------------------ | -------------------------------------------------- |
| Eerste Burgemeester / President van de Senaat                     | Ole von Beust                                                            | CDU                                                |
| Tweede Burgemeester                                               | Christa Goetsch                                                          | GAL                                                |
| Sociale Zaken, Familie, Volksgezondheid en Consumentenbescherming | Dietrich Wersich                                                         | CDU                                                |
| Onderwijs, Beroepskeuze en Vervolgonderwijs                       | Christa Goetsch                                                          | GAL                                                |
| Binnenlandse Zaken                                                | Christoph Ahlhaus                                                        | CDU                                                |
| Stadsontwikkeling en Milieu                                       | Anja Hajduk                                                              | GAL                                                |
| Economische Zaken en Arbeid                                       | Axel Gedaschko                                                           | CDU                                                |
| Wetenschappen en Onderzoek                                        | Herlind Gundelach                                                        | CDU                                                |
| Financiën                                                         | Michael Freytag (tot 17 maart 2010) Carsten Frigge (vanaf 31 maart 2010) | CDU                                                |
| Justitie                                                          | Till Steffen                                                             | GAL                                                |
| Cultuur, Sport en Media                                           | Karin von Welck                                                          | partijloos                                         |

### 2010–2011: Senaat-Ahlhaus
| Senaat-Ahlhaus 25 augustus 2010 – 7 maart 2011                    | Senaat-Ahlhaus 25 augustus 2010 – 7 maart 2011                         | Senaat-Ahlhaus 25 augustus 2010 – 7 maart 2011 |
| Ambt                                                              | Persoon                                                                | Partij                                         |
| ----------------------------------------------------------------- | ---------------------------------------------------------------------- | ---------------------------------------------- |
| Eerste Burgemeester / President van de Senaat                     | Christoph Ahlhaus                                                      | CDU                                            |
| Tweede Burgemeester                                               | Christa Goetsch (tot 29 november) Dietrich Wersich (vanaf 30 november) | GAL CDU                                        |
| Sociale Zaken, Familie, Volksgezondheid en Consumentenbescherming | Dietrich Wersich                                                       | CDU                                            |
| Onderwijs, Beroepskeuze en Vervolgonderwijs                       | Christa Goetsch (tot 29 november) Dietrich Wersich (vanaf 30 november) | GAL CDU                                        |
| Binnenlandse Zaken                                                | Heino Vahldieck                                                        | CDU                                            |
| Stadsontwikkeling en Milieu                                       | Anja Hajduk (tot 29 november) Herlind Gundelach (vanaf 30 november)    | GAL CDU                                        |
| Economische Zaken en Arbeid                                       | Ian Karan                                                              | partijloos                                     |
| Wetenschappen en Onderzoek                                        | Herlind Gundelach                                                      | CDU                                            |
| Financiën                                                         | Carsten Frigge (tot 29 november) Herlind Gundelach (vanaf 30 november) | CDU                                            |
| Justitie                                                          | Till Steffen (tot 29 november) Heino Vahldieck (vanaf 30 november)     | GAL CDU                                        |
| Cultuur, Sport en Media                                           | Reinhard Stuth                                                         | CDU                                            |

### 2011–2015: Senaat-Scholz I
| Senaat-Scholz I 7 maart 2011 – 15 april 2015  | Senaat-Scholz I 7 maart 2011 – 15 april 2015 | Senaat-Scholz I 7 maart 2011 – 15 april 2015 |
| Ambt                                          | Persoon                                      | Partij                                       |
| --------------------------------------------- | -------------------------------------------- | -------------------------------------------- |
| Eerste Burgemeester / President van de Senaat | Olaf Scholz                                  | SPD                                          |
| Tweede Burgemeester                           | Dorothee Stapelfeldt                         | SPD                                          |
| Arbeid, Sociale Zaken, Familie en Integratie  | Detlef Scheele                               | SPD                                          |
| Onderwijs                                     | Ties Rabe                                    | SPD                                          |
| Binnenlandse Zaken en Sport                   | Michael Neumann                              | SPD                                          |
| Stadsontwikkeling en Milieu                   | Jutta Blankau                                | SPD                                          |
| Economische Zaken, Verkeer en Innovatie       | Frank Horch                                  | partijloos                                   |
| Wetenschappen en Onderzoek                    | Dorothee Stapelfeldt                         | SPD                                          |
| Financiën                                     | Peter Tschentscher                           | SPD                                          |
| Justitie                                      | Jana Schiedek                                | SPD                                          |
| Cultuur                                       | Barbara Kisseler                             | partijloos                                   |
| Volksgezondheid en Consumentenbescherming     | Cornelia Prüfer-Storcks                      | SPD                                          |

### 2015–2018: Senaat-Scholz II
| Senaat-Scholz II 15 april 2015 – 28 maart 2018 | Senaat-Scholz II 15 april 2015 – 28 maart 2018                                 | Senaat-Scholz II 15 april 2015 – 28 maart 2018 |
| Ambt                                           | Persoon                                                                        | Partij                                         |
| ---------------------------------------------- | ------------------------------------------------------------------------------ | ---------------------------------------------- |
| Eerste Burgemeester / President van de Senaat  | Olaf Scholz                                                                    | SPD                                            |
| Tweede Burgemeester                            | Katharina Fegebank                                                             | B'90/Die Grünen                                |
| Arbeid, Sociale Zaken, Familie en Integratie   | Detlef Scheele (tot 30 september 2015) Melanie Leonhard (vanaf 1 oktober 2015) | SPD                                            |
| Onderwijs                                      | Ties Rabe                                                                      | SPD                                            |
| Binnenlandse Zaken en Sport                    | Michael Neumann (tot 18 januari 2016) Andy Grote (vanaf 20 januari 2016)       | SPD                                            |
| Stadsontwikkeling en Wonen                     | Dorothee Stapelfeldt                                                           | SPD                                            |
| Economische Zaken, Verkeer en Innovatie        | Frank Horch                                                                    | partijloos                                     |
| Wetenschappen, Onderzoek en Gelijkheid         | Katharina Fegebank                                                             | B'90/Die Grünen                                |
| Financiën                                      | Peter Tschentscher                                                             | SPD                                            |
| Justitie                                       | Till Steffen                                                                   | B'90/Die Grünen                                |
| Milieu en Energie                              | Jens Kerstan                                                                   | B'90/Die Grünen                                |
| Cultuur en Media                               | Barbara Kisseler (tot 7 oktober 2016) Carsten Brosda (vanaf 1 februari 2017)   | partijloos SPD                                 |
| Volksgezondheid en Consumentenbescherming      | Cornelia Prüfer-Storcks                                                        | SPD                                            |